# Cilieni
Cilieni è un comune della Romania di 3 372 abitanti, ubicato nel distretto di Olt, nella regione storica dell'Oltenia.